# Creative Camera
Creative Camera byl britský fotografický časopis, který vycházel v letech 1968–2001. Vznikl jako nástupce odlišně orientovaného časopisu Camera Owner (ten vycházel od roku 1964). Na rozdíl od tzv. "seriózních" fotografických časopisů se Creative Camera soustředil na uvádění nejnovějších trendů ve fotografii.
Amanda Hopkinsonová, označila časopis v novinách The Guardian za "nesmírně vlivný časopis".

## Vedení časopisu
Prvním vydavatelem byl Colin Osman (Coo Press Ltd.), editorem byl Bill Jay. Časopis nebyl komerčně příliš úspěšný, takže vydavatel i editor museli jeho vydávání dotovat dalšími příjmy z pořádání kurzů a přednášek a svými vedlejšími pracovními poměry. Současně časopis svým obsahem provokoval a pohoršoval tradiční zavedené fotografické školy a instituce v Británii (Royal Photographic Society, The Arts Council, the Institute of Contemporary Arts). V roce 1969 byl Bill Jay propuštěn, a následně vydával vlastní časopis Album, který ale vycházel pouze jeden rok (1970–1971). Časopis nadále vedli Colin Osman a Peter Turner. Turner odešel z vedení časopisu v roce 1978, a nahradila jej Judy Goldhill. Marka Holborna, který byl dlouholetým členem redakce, nahradila Susan Butler a pracovala zde v letech 1984–1986. V roce 1986 Osman časopis prodal, a Turner se opět stal šéfredaktorem a vedl jej až do roku 1991. Vedení převzal David Brittain. Ten v lednu 2000 změnil název na DPICT v reakci na vznikající digitální technologie. Časopis ukončil svou existenci osmnáct měsíců později.

## Česká fotografie v časopisu
- červenec 1973 - Josef Sudek[4]
- listopad 1973 - Special Czechoslovaian Issue, fotografové: Josef Sudek, Markéta Luskačová, Miroslav Jodas, Jindřich Přibík, Rostislav Košťál, Pavel Štecha, Taras Kuščynskyj, titulní strana: Tibor Honty, další fotografie: Pavel Ahasver.[5]
- leden 1987 - Regarding Markéta Luskačová, text: Mark Haworth-Booth a Tom Evans.[6]

## Ročenky
Časopis vydval rovněž ročenky Creative Camera International Yearbook
- 1974, Creative Camera International Yearbook 1975, editor: Colin Osman, Samostatné oddíly autorů: Robert Frank, Henri Cartier-Bresson, Ralph Gibson, Les Krims, Chris Killip, Homer Sykes, 236 stran, ISBN 0853900205
- 1975 Creative Camera International Yearbook 1976, editoři: Colin Osman a Peter Turner. Samostatné oddíly jsou věnovány dílu fotografů: Manuel Alvarez Bravo, Lewis W. Hine, Kurt Hutton. Tematická část se zabývá současnou fotografií krajiny. Následují menší portfolia autorů: John Blakemore, Markéta Luskačová, Ansel Adams a Lisette Modelová. Teoretickou stať pro ročenku napsala Anna Fárová. 236 stran, ISBN 085390023X
- 1976 Creative Camera International Yearbook 1977, editoři: Colin Osman a Peter Turner, samostatné části autorů: Harry Callahan, Martin Munkácsi, Raymond Moore, 236 stran, ISBN 0853900248
- 1977 Creative Camera International Yearbook 1978, editoři: Colin Osman a Peter Turner, samostatné části autorů: Edwin Smith, Eikó Hosoe, Alexander Rodčenko, Lee Friedlander, 236 stran, ISBN 0853900256
- 1978 Creative Camera Collection 5, editoři: Colin Osman a Peter Turner, 236 stran, ISBN 0853900264[7]